# Средна баня (Шумен)
Средна баня или Орта хамам е обществена баня в стария Шумен. Днес е недействаща, сградата е разрушена, но все още се виждат следи от основите и.
Името и произлиза от нейното местоположение – между старата и по-късно изградената нова баня (Йени хамам).
Банята е построена към средата на 18 век източно от часовниковата кула и Орта джами (Средната джамия). Разположена е била в Средната махала (Орта махалеси) в близост до Битпазар и намиращата се там стара баня (Ески хамам).